# Barát Béla
Barát Béla (Temesvár, 1888. szeptember 27. – Budapest, 1945. január 20.) magyar építész, művészeti író.

## Élete

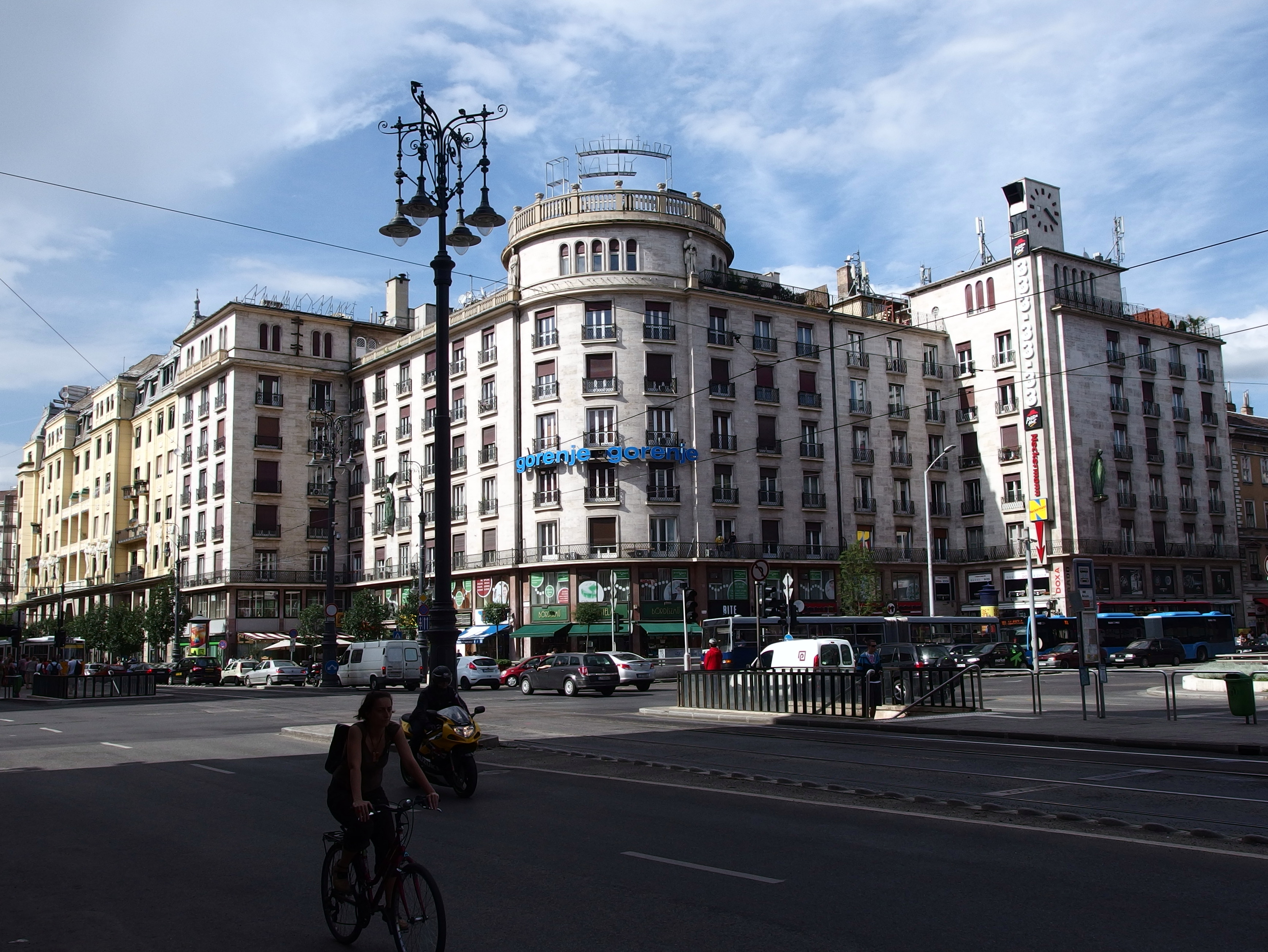
A Georgia-bérház

1910-ben a budapesti Műegyetemen építészmérnöki és négy évvel később a Budapesti Tudományegyetemen (ma ELTE) művészettörténeti doktori oklevelet szerzett. 1912 és 1945 között Novák Ede építésszel társulva lakótelepeket, iskolákat (Kispest, Csongrád, Mohács), bérházakat tervezett. Legfőbb alkotásuk a Rákóczi út 4. szám alatt található Georgia-bérház, amelynek korszerű architektúráját Hültl Dezső a saroképületen is átvette. Jelentős művészettörténészi munkásságot is folytatott. A Technikai Lexikonnak és a Barát–Éber–Takács hármas által megjelentetett A művészet története című mű társszerkesztője volt. Munkatársa volt az Éber László által szerkesztett Művészeti lexikonnak is.
Sírja a Farkasréti temetőben található.

## Családja
Barát Ármin (1860–1937) újságíró, műfordító és Róth Julianna (1856–1939) fia. Apai nagyszülei Freund Mór és Tedesco Paula, anyai nagyszülei Róth Albert és Wippler Erzsébet (Eliz) voltak. Testvére Barát Irén (1890–1972) állami díjas orvos, tüdőgyógyász.

## Művei

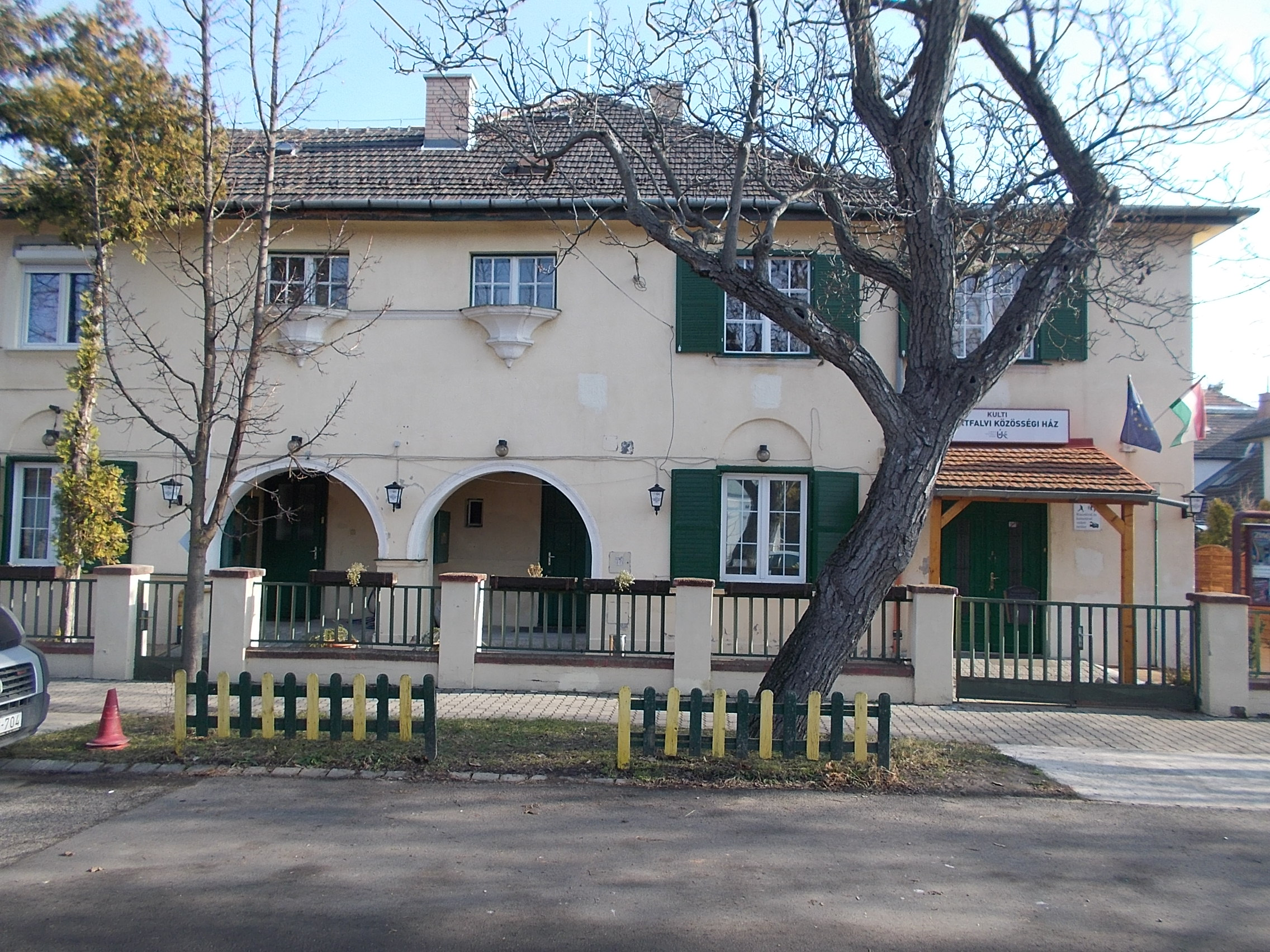
Az Albertfalvi Közösségi Ház

### Épületei
- OTP albertfalvai lakótelepe (1929–1930)
- Rezeda utcai villa (1931)
- Georgia-bérház. Budapest, VII. kerület, Rákóczi u. 4. (1935)

### Írásai
- Szerkezet és forma Dél-Franciaország román építészetében. Egyetemi doktori értekezés. (Budapest, 1914)
- Az ókor művészete (Budapest, 1926)
- A művészet története. Éber Lászlóval, Felvinczi Takács Zoltánnal. (Budapest, 1926; 2. bővített és javított kiadás: 1934; 3. bővített és javított kiadás: 1940; hasonmás kiadás: 1993. Utószó: Sík Csaba)
- Szépművészetek könyve. Szerk. Többekkel. (Budapest, 1940; hasonmás kiadás: 1999)